# Episteme bijugata
Episteme bijugata là một loài bướm đêm trong họ Noctuidae.